# Lovro Planko
Lovro Planko ([⁠l⁠⁠o⁠u⁠ɾ⁠o]; * 28. Mai 2001 in Ljubljana) ist ein slowenischer Biathlet. Er startet seit 2021 im Weltcup und nahm an den Olympischen Spielen 2022 teil.

## Sportliche Laufbahn
Lovro Planko betreibt seit 2011 Biathlon. Er trat erstmals 2017 im Alter von 15 Jahren bei Rennen des IBU-Junior-Cups auf der Pokljuka in seinem Heimatland in Erscheinung und nahm im selben Jahr auch an den Jugendweltmeisterschaften teil. In der Folgesaison nahm er regelmäßig an Rennen teil und erzielte erste Ergebnisse unter den besten 20. Höhepunkt des Winters wurde der fünfte Rang im Staffelrennen den Jugendweltmeisterschaften in Otepää mit Toni Vidmar und Alex Cisar. Im Januar 2019 gab der Slowene in Duszniki-Zdrój sein IBU-Cup-Debüt, welches mit den Platzierungen 39 und 16 in beiden Sprintrennen ziemlich erfolgreich verlief. Ebenfalls erfolgreich endeten die Jugendweltmeisterschaften kurz darauf. Mit der Staffel ging es in derselben Besetzung wie im Vorjahr auf den Silberrang hinter Deutschland, den Sprint schloss Planko hinter Landsmann Cisar ebenfalls auf Rang zwei ab. Auch im Rahmen des Olympischen Jugendfestivals, bei dem er Fahnenträger für sein Heimatland war, gewann er hinter Éric Perrot Silber. 2019/20 wechselte er in der Saison erneut zwischen IBU- und Juniorcup, wobei diese zunächst durchschnittlich lief. Den Höhepunkt setzte er ein weiteres Mal bei der Jugend-WM, wo der Slowene im Verfolgungsrennen Bronze gewann.
Im Winter 2020/21 bestritt Planko nicht viele Wettkämpfe, außer Rang vier in der WM-Staffel an der Seite von Vidmar, Cisar und Jaša Zidar verlief die Saison ohne Auffälligkeiten. Anders wurde dies im Folgewinter, in dem Planko von Beginn an zum Weltcupaufgebot gehörte und sofort erste Verfolgungsrennen erreichen konnte. Seine ersten zwei Weltcuppunkte erlangte der Slowene Mitte Januar 2022 beim Einzel von Antholz. Überraschend kam kurz darauf die Meldung, dass Planko Teil der Olympischen Spiele von Peking sein wird, da sein guter Freund Klemen Bauer auf die Teilnahme verzichtete. So kam er in der Staffel und beiden Einzelrennen zum Einsatz, auch den Verfolger konnte er erreichen. Nach einer weiteren Junioren-WM-Teilnahme beendete Planko seine Saison als 101. der Gesamtwertung. Die Erwartungen konnte er im Winter 2022/23 nicht komplett bestätigen, immerhin erzielte er als 31. des Sprints von Kontiolahti sein bestes Weltcupergebnis, lief mit der Staffel zweimal in die Top 10 und erzielte einen Podestplatz im Juniorcup. Größter Erfolg war neben der WM-Teilnahme in Oberhof die Bronzemedaille im Einzel der Europameisterschaften, wo er zum ersten Mal in seiner Karriere 19 von 20 Scheiben traf und sich nur Endre Strømsheim und Anton Dudtschenko geschlagen geben musste. Neben dem Weltcupfinale bildeten Plankos letzte Juniorenweltmeisterschaften den Saisonabschluss, während er in den Einzelrennen nicht überzeugte, verpasste er mit der Mixedstaffel eine Medaille nur um knapp vier Sekunden.
Die Saison 2023/24 beendete Planko auf dem 40. Rang der Weltrangliste. Grundlage dafür war ein erfolgreiches erstes Trimester, in welchem der Slowene in ausnahmslos jedem Rennen die Punkteränge erreichte. Sein mit Abstand bestes Weltcupergebnis erzielte er als Neuntplatzierter des Sprints in der Lenzerheide, womit er am gleichen Ort auch seinen ersten Massenstart erreichte. Das beste Resultat mit der Staffel resultierte mit Platz sechs in Ruhpolding, bei den Weltmeisterschaften war Rang 32 im Einzel die beste Platzierung. Zwar fielen Plankos Leistungen nach dem Jahreswechsel ab, trotzdem war dies seine bisher erfolgreichste Saison. In der Saison 2024/25 verschlechterte er sich am Schießstand und konnte nicht an vorherige Leistungen anknüpfen, lediglich beim saisoneröffenden Einzel in Kontiolahti und dem gleichen Wettkampf auf der Pokljuka lief er in die Punkteränge. Mit der Staffel belegten Planko, Miha Dovžan, Jakov Fak und Toni Vidmar in Hochfilzen Rang vier, womit sie das beste Staffelergebnis der slowenischen Geschichte einstellten.

## Persönliches
Lovro Planko lebt in Nevlje in der Gemeinde Kamnik. Er spricht slowenisch, englisch und deutsch.

## Statistiken

### Weltcupplatzierungen
Die Tabelle zeigt alle Platzierungen (je nach Austragungsjahr einschließlich Olympische Spiele und Weltmeisterschaften).
- 1.–3. Platz: Anzahl der Podiumsplatzierungen
- Top 10: Anzahl der Platzierungen unter den ersten zehn (einschließlich Podium)
- Punkteränge: Anzahl der Platzierungen innerhalb der Punkteränge (einschließlich Podium und Top 10)
- Starts: Anzahl gelaufener Rennen in der jeweiligen Disziplin
- Staffel: inklusive Mixed- und Single-Mixed-Staffeln

| Platzierung               | Einzel | Sprint | Verfolgung | Massenstart | Staffel | Gesamt |
| ------------------------- | ------ | ------ | ---------- | ----------- | ------- | ------ |
| 1. Platz                  |        |        |            |             |         |        |
| 2. Platz                  |        |        |            |             |         |        |
| 3. Platz                  |        |        |            |             |         |        |
| Top 10                    |        | 1      |            |             | 11      | 12     |
| Punkteränge               | 4      | 5      | 4          | 1           | 19      | 33     |
| Starts                    | 7      | 26     | 14         | 1           | 19      | 67     |
| Stand: Saisonende 2024/25 |        |        |            |             |         |        |

### Weltcupwertungen
Ergebnisse bei Weltcups (Disziplinen- und Gesamtweltcup) gemäß Punktesystem.
| Saison  | Einzel | Einzel | Sprint | Sprint | Verfolgung | Verfolgung | Massenstart | Massenstart | Gesamt | Gesamt |
| Saison  | Platz  | Punkte | Platz  | Punkte | Platz      | Punkte     | Platz       | Punkte      | Platz  | Punkte |
| ------- | ------ | ------ | ------ | ------ | ---------- | ---------- | ----------- | ----------- | ------ | ------ |
| 2021/22 | 55.    | 2      | –      | –      | –          | –          | –           | –           | 101.   | 2      |
| 2022/23 | –      | –      | 67.    | 10     | –          | –          | –           | –           | 84.    | 10     |
| 2023/24 | 55.    | 10     | 33.    | 58     | 39.        | 38         | 44.         | 2           | 40.    | 108    |
| 2024/25 | 45.    | 23     | –      | –      | –          | –          | –           | –           | 65.    | 23     |

### Olympische Winterspiele
Ergebnisse bei Olympischen Winterspielen:
|                                        | Einzelwettbewerbe | Einzelwettbewerbe | Einzelwettbewerbe | Einzelwettbewerbe | Staffelwettbewerbe | Staffelwettbewerbe |
| Einzel                                 | Sprint            | Verfolgung        | Massenstart       | Herrenstaffel     | Mixedstaffel       |                    |
| -------------------------------------- | ----------------- | ----------------- | ----------------- | ----------------- | ------------------ | ------------------ |
| Olympische Winterspiele 2022 \| Peking | 46.               | 42.               | 56.               | –                 | 11.                | –                  |

### Biathlon-Weltmeisterschaften

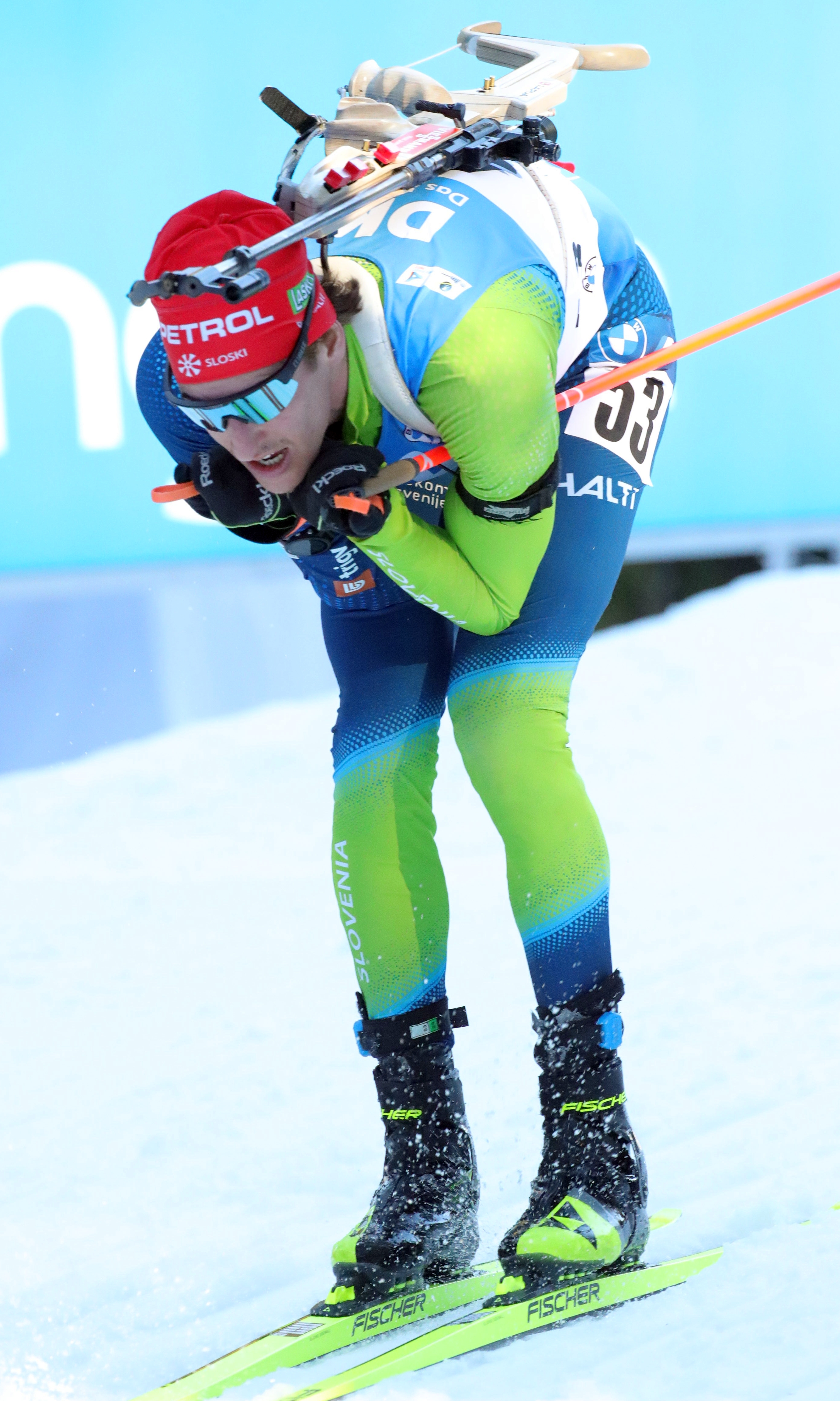
Planko bei den Weltmeisterschaften 2023

Ergebnisse bei den Weltmeisterschaften:
| Weltmeisterschaften | Weltmeisterschaften | Einzelwettbewerbe | Einzelwettbewerbe | Einzelwettbewerbe | Einzelwettbewerbe | Staffelwettbewerbe | Staffelwettbewerbe | Staffelwettbewerbe |
| Jahr                | Ort                 | Einzel            | Sprint            | Verfolgung        | Massenstart       | Herrenstaffel      | Mixedstaffel       | S.-M.-Staffel      |
| ------------------- | ------------------- | ----------------- | ----------------- | ----------------- | ----------------- | ------------------ | ------------------ | ------------------ |
| 2023                | Oberhof             | 55.               | 33.               | 29.               | –                 | –                  | –                  | –                  |
| 2024                | Nové Město          | 32.               | 34.               | 38.               | –                 | 11.                | –                  | –                  |
| 2025                | Lenzerheide         | 71.               | 49.               | 48.               | –                 | 13.                | 11.                | –                  |

### Jugend-/Juniorenweltmeisterschaften
Planko nahm bis 2020 an den Jugend-, ab 2021 an den Juniorenwettkämpfen teil.
| Weltmeisterschaften | Weltmeisterschaften | Einzelwettbewerbe | Einzelwettbewerbe | Einzelwettbewerbe | Staffelwettbewerbe | Staffelwettbewerbe |
| Jahr                | Ort                 | Einzel            | Sprint            | Verfolgung        | Herrenstaffel      | Mixedstaffel       |
| ------------------- | ------------------- | ----------------- | ----------------- | ----------------- | ------------------ | ------------------ |
| 2017                | Osrblie             | 37.               | 56.               | 38.               | 11.                | nicht ausgetragen  |
| 2018                | Otepää              | 28.               | 38.               | 36.               | 5.                 | nicht ausgetragen  |
| 2019                | Osrblie             | 24.               | 2.                | 10.               | 2.                 | nicht ausgetragen  |
| 2020                | Lenzerheide         | 15.               | 8.                | 3.                | 4.                 | nicht ausgetragen  |
| 2021                | Obertilliach        | 43.               | 14.               | 20.               | 4.                 | nicht ausgetragen  |
| 2022                | Soldier Hollow      | 27.               | 11.               | 7.                | 5.                 | nicht ausgetragen  |
| 2023                | Schtschutschinsk    | 53.               | 16.               | 21.               | 15.                | 4.                 |